# Chica del Calendario
La Chica del Calendario es una supervillana ficticia que debutó en el episodio Mean Season de The New Batman Adventures. Anteriormente una supermodelo llamada Page Munroe, el personaje desarrolló graves problemas de autoestima y dismorfia corporal tras ser despedida por su agente cuando cumplió 30 años. Ella es retratada como una mujer físicamente atractiva con cabello largo y negro y una máscara en la cara; su motivación se basa en varias fiestas anuales y en la lucha contra la discriminación por edad. Fue interpretada por la actriz Sela Ward y creada por Paul Dini.
La Chica del Calendario fue un personaje único que no apareció en ningún otro producto de DC, y está basada en el personaje Hombre del Calendario.

## Primera aparición
La primera y única aparición de la Chica del Calendario ocurre en el episodio Mean Seasons de The New Batman Adventures. Ella secuestra a varias figuras corporativas que la habían contratado previamente como la supermodelo Page Munroe. Su exagente les revela a Batman y Robin que fue despedida de mala manera debido a la discriminación por edad cuando cumplió 30 años y fue reemplazada por chicas más jóvenes. La Chica del Calendario es detenida por Batman y Batgirl mientras se viste como la Parca para el Día de los Muertos y ataca a sus rehenes con una guadaña. El detective Bullock le quita la máscara de la cara, a pesar de los rumores de que Page Munroe había fallado en la cirugía plástica y es físicamente horrible. Batgirl se sorprende al ver que sigue siendo una mujer hermosa, pero Batman comenta que todo lo que puede ella ver son sus propios defectos, mientras la mujer se retuerce en el suelo gritando, tratando de cubrir su rostro "feo" para que nadie pueda verla.

## Comentario sobre la discriminación por edad
Kyle Anderson de Nerdist señaló durante una reseña de "Mean Seasons" que el personaje de Chica del Calendario sirve como un ejemplo de discriminación por edad en la ficción. Anderson declaró, "los temas de que el envejecimiento no es algo malo y la juventud está sobrevalorada son constantes en el episodio. Y esto fue muy deliberado; la actriz Sela Ward dio voz a la Chica del Calendario y, en ese momento, estaba realizando una campaña de protesta contra la discriminación por edad de Hollywood y sus efectos nocivos en la percepción pública. Incluso se dice que Monroe fue marginada simplemente porque cumplió 30 años, y que Ward asumiera este papel parece estar directamente en línea con su causa".